# 薳越
薳越（？—前519年），芈姓，薳氏（蒍氏），名越，中国春秋时期楚国的司马。
前521年十月（周景王二十四年、鲁昭公二十一年、楚平王八年、宋元公十一年），宋国内乱，楚国派薳越、吴国派公子苦雂、偃州员率军支持华貙，晋国派荀吴、齐国派乌枝鸣、苑何忌、卫国派公子朝率军支持宋元公。在宋国作战。太宰犯劝阻楚平王，楚平王说他已经答应华亥。薳越对宋元公假以辞令，请楚国处理乱臣华亥、向宁等，宋元公没有同意，结果，宋军、齐军把华氏打得大败。前519年（周敬王元年、鲁昭公二十三年、楚平王十年、吴王僚八年），鸡父之战，吴国公子光、公子掩余率军征州来，楚平王派司马薳越率军会同顿国、胡国、沈国、蔡国、陈国、许国六小国兵力对抗吴国，楚军大败。十月，吴王僚的太子太子诸樊夺得楚国太子建的母亲与郹地宝器回国。薳越没有追上，因为使君夫人被俘虏，薳越在薳澨自杀。